# FC Viktoria Plzeň
Az FC Viktoria Plzeň cseh labdarúgóklub, amely a cseh élvonalban szerepel. Székhelye Plzeň városában található. Hazai mérkőzéseit a Doosan Arenában rendezi.
A klub legnagyobb sikereit a 2010–2011-es szezonban aratta, mikor – egy évvel a kupagyőzelem után – cseh bajnoki címet ünnepelt.

## Korábbi nevei
- 1911–1949: SK Viktoria Plzeň (Sportovní klub Viktoria Plzeň)
- 1949–1952: Sokol Škoda Plzeň
- 1952–1953: Sokol ZVIL Plzeň (Sokol Závody Vladimíra Iljiče Lenina Plzeň)
- 1953–1962: DSO Spartak LZ Plzeň (Dobrovolná sportovní organizace Spartak Leninovy závody Plzeň)
- 1962–1965: TJ Spartak LZ Plzeň (Tělovýchovná jednota Spartak Leninovy závody Plzeň)
- 1965–1993: TJ Škoda Plzeň (Tělovýchovná jednota Škoda Plzeň)

1993 óta jelenlegi nevén szerepel.

## Sikerei
Csehszlovákia
- Csehszlovák kupa (Československý Pohár)
  - Ezüstérmes (1 alkalommal): 1971

 Csehország
- Cseh labdarúgó-bajnokság (Gambrinus Liga)
  - Bajnok (6 alkalommal): 2011, 2013, 2015, 2016, 2018, 2022
  - Bronzérmes (2 alkalommal): 1933, 2012

- Cseh kupa (Pohár ČMFS)
  - Győztes (2 alkalommal): 1971, 2010
  - Ezüstérmes (3 alkalommal): 1943, 1944, 1979

- Szuperkupa
  - Győztes (2 alkalommal): 2011, 2015
  - Ezüstérmes (2 alkalommal): 2010, 2013

## Eredményei

### Bajnoki múlt
A Viktoria Plzeň helyezései az cseh labdarúgó-bajnokság élvonalában.
| Idény   | Helyezés |
| ------- | -------- |
| 1993–94 | 5. hely  |
| 1994–95 | 9. hely  |
| 1995–96 | 9. hely  |
| 1996–97 | 11. hely |
| 1997–98 | 13. hely |

| Idény   | Helyezés |
| ------- | -------- |
| 1998–99 | 15. hely |
| 2000–01 | 16. hely |
| 2003–04 | 16. hely |
| 2005–06 | 14. hely |
| 2006–07 | 6. hely  |

| Idény   | Helyezés |
| ------- | -------- |
| 2007–08 | 9. hely  |
| 2008–09 | 8. hely  |
| 2009–10 | 5. hely  |
| 2010–11 | 1. hely  |
| 2011–12 | 3. hely  |
| 2012–13 | 1. hely  |

| Idény   | Helyezés |
| ------- | -------- |
| 2013–14 | 2. hely  |
| 2014–15 | 1. hely  |
| 2015–16 | 1. hely  |
| 2016–17 | 2. hely  |
| 2017–18 | 1. hely  |

| Idény   | Helyezés |
| ------- | -------- |
| 2018–19 | 2. hely  |
| 2019–20 | 2. hely  |
| 2020–21 | 5. hely  |
| 2021–22 | 1. hely  |
| 2022–23 | 3. hely  |
| 2023–24 | 3. hely  |

### Európaikupa-szereplés

#### Összesítve
Frissítve: 2023. augusztus 31.
| Kupa                        | M   | GY | D  | V  | LG–KG   |
| --------------------------- | --- | -- | -- | -- | ------- |
| UEFA-bajnokok ligája        | 53  | 22 | 9  | 22 | 82–105  |
| Európa-liga                 | 58  | 27 | 12 | 19 | 90–69   |
| Kupagyőztesek Európa-kupája | 2   | 0  | 0  | 2  | 1–7     |
| Konferencia Liga            | 12  | 9  | 1  | 2  | 24–12   |
| Összesítve                  | 125 | 58 | 22 | 45 | 197–193 |

#### Szezonális bontásban
| Idény     | Kupa                        | Forduló          | Klub                 | 1. mérk. | 2. mérk.   | Össz.          |
| --------- | --------------------------- | ---------------- | -------------------- | -------- | ---------- | -------------- |
| 1971–1972 | Kupagyőztesek Európa-kupája | 1. forduló       | Bayern München       | 0–1      | 1–6        | 1–7            |
| 2010–2011 | Európa-liga                 | 3. selejtezőkör  | Beşiktaş             | 1–1      | 0–3        | 1–4            |
| 2011–2012 | UEFA-bajnokok ligája        | 2. selejtezőkör  | Pjunik               | 4–0      | 5–1        | 9–1            |
| 2011–2012 | UEFA-bajnokok ligája        | 3. selejtezőkör  | Rosenborg            | 1–0      | 3–2        | 4–2            |
| 2011–2012 | UEFA-bajnokok ligája        | rájátszás        | FC København         | 3–1      | 2–1        | 5–2            |
| 2011–2012 | UEFA-bajnokok ligája        | csoportkör       | BATE Bariszav        | 1–1      | 1–0        | 3. hely        |
| 2011–2012 | UEFA-bajnokok ligája        | csoportkör       | AC Milan             | 2–2      | 0–2        | 3. hely        |
| 2011–2012 | UEFA-bajnokok ligája        | csoportkör       | FC Barcelona         | 0–4      | 0–2        | 3. hely        |
| 2011–2012 | Európa-liga                 | 16 közé jutásért | Schalke 04           | 1–1      | 1–3 (h.u.) | 2–4            |
| 2012–2013 | Európa-liga                 | 2. selejtezőkör  | FC Metalurgi Rustavi | 3–1      | 2–0        | 5–1            |
| 2012–2013 | Európa-liga                 | 3. selejtezőkör  | Ruch Chorzów         | 2–0      | 5–0        | 7–0            |
| 2012–2013 | Európa-liga                 | rájátszás        | KSC Lokeren OV       | 1–2      | 1–0        | 2–2 (i.g.)     |
| 2012–2013 | Európa-liga                 | csoportkör       | Académica            | 3–1      | 1–1        | csoportgyőztes |
| 2012–2013 | Európa-liga                 | csoportkör       | Atlético de Madrid   | 0–1      | 1–0        | csoportgyőztes |
| 2012–2013 | Európa-liga                 | csoportkör       | Hapoel Tel Aviv      | 2–1      | 4–0        | csoportgyőztes |
| 2012–2013 | Európa-liga                 | 16 közé jutásért | Napoli               | 3–0      | 2–0        | 5–0            |
| 2012–2013 | Európa-liga                 | Nyolcaddöntő     | Fenerbahçe           | 0–1      | 1–1        | 1–2            |
| 2013–2014 | UEFA-bajnokok ligája        | 2. selejtezőkör  | Željezničar Sarajevo | 4–3      | 2–1        | 6–4            |
| 2013–2014 | UEFA-bajnokok ligája        | 3. selejtezőkör  | Nõmme Kalju          | 4–0      | 6–2        | 10–2           |
| 2013–2014 | UEFA-bajnokok ligája        | rájátszás        | Maribor              | 3–1      | 1–0        | 4–1            |
| 2013–2014 | UEFA-bajnokok ligája        | csoportkör       | Manchester City      | 0–3      |            |                |
| 2013–2014 | UEFA-bajnokok ligája        | csoportkör       | CSZKA Moszkva        | 2–3      |            |                |
| 2013–2014 | UEFA-bajnokok ligája        | csoportkör       | Bayern München       | 0–5      |            |                |
| 2013–2014 | UEFA-bajnokok ligája        | csoportkör       | Bayern München       | 0–1      |            |                |
| 2013–2014 | UEFA-bajnokok ligája        | csoportkör       | Manchester City      | 2–4      |            |                |
| 2013–2014 | UEFA-bajnokok ligája        | csoportkör       | CSZKA Moszkva        | 2–1      |            |                |
| 2013–2014 | Európa-liga                 | párosítások      | Sahtar Doneck        | 1–1      | 2–1        | 3–2            |
| 2013–2014 | Európa-liga                 | nyolcaddöntők    | Olympique Lyonnais   | 1–4      | 2–1        | 3–5            |

Megjegyzés: Az eredmények minden esetben a Viktoria Plzeň szemszögéből értendőek, a dőlten írt mérkőzéseket pályaválasztóként játszotta.